# 宝鸡峡灌区

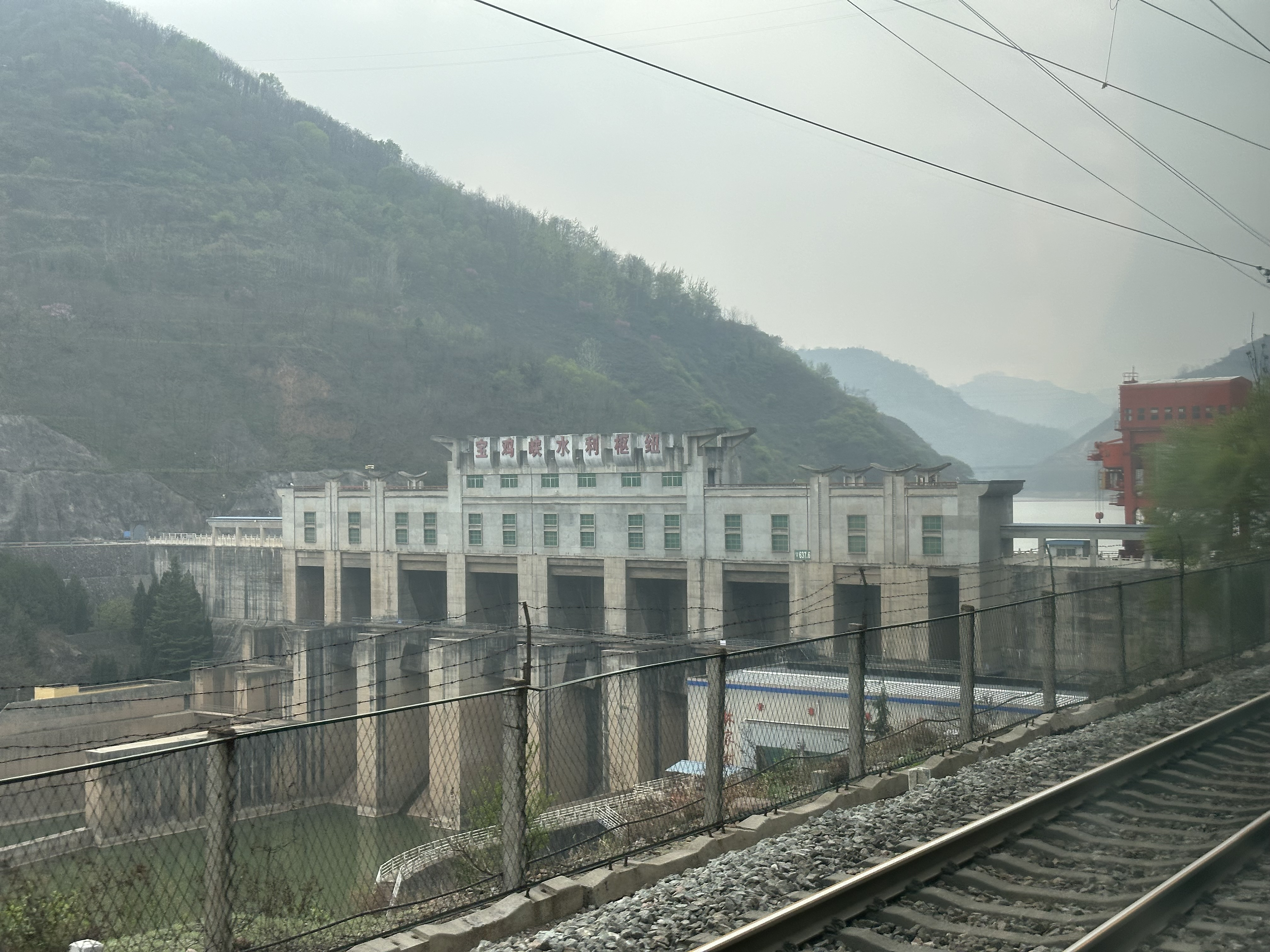
宝鸡峡水利枢纽

宝鸡峡灌区是中国陕西省宝鸡市的一个灌区，其水源为渭河。灌区设计面积197.7万亩，实际面积为195.6万亩，进水闸设计流量为95立方米每秒。